# Симонетти, Клаудио
Клаудио Симонетти — итальянский музыкант и кинокомпозитор, клавишник прогрессив-рок-группы Goblin.

## Биография
Родился 19 февраля 1952 года в Сан-Паулу, Бразилия, отцом Клаудио был пианист Энрико Симонетти. В 11 лет переехал в Италию вместе с семьёй. Как на музыканта на Симонетти оказали влияние Кит Эмерсон, Рик Уэйкман и Тони Бэнкс.

## Личная жизнь
Первой супругой Симонетти была актриса и фотомодель Анна Канакис, они поженились в 1981 году и развелись в 1983.
С 2009 года состоит в браке с Джулией Лолли (итал. Giulia Lolli).

## Избранная фильмография
| Год  | Название на русском         | Оригинальное название | Режиссёр        |
| ---- | --------------------------- | --------------------- | --------------- |
| 1982 | Дрожь                       | Tenebrae              | Дарио Ардженто  |
| 1983 | Завоевание                  | Conquest              | Лучо Фульчи     |
| 1985 | Феномен                     | Phenomena             | Дарио Ардженто  |
| 1985 | Режь и беги                 | Inferno in diretta    | Руджеро Деодато |
| 1985 | Демоны                      | Dèmoni                | Ламберто Бава   |
| 1986 | Пако - боевая машина смерти | Vendetta dal futuro   | Серджо Мартино  |
| 1986 | Отсчёт тел                  | Camping del Terrore   | Руджеро Деодато |
| 2007 | Мать слёз                   | La Terza madre        | Дарио Ардженто  |
| 2012 | Дракула 3D                  | Dracula 3D            | Дарио Ардженто  |